# رينا جونز
رينا جونز (بالإنجليزية: Rena Jones)‏ هي عازفة تشيلو ومنتجة أسطوانات ومهندسة الصوت وموسيقية أمريكية، ولدت في 1977 في الولايات المتحدة.

## وصلات خارجية
- رينا جونز على موقع ميوزك برينز (الإنجليزية)
- رينا جونز على موقع ديسكوغز (الإنجليزية)